# Tiki

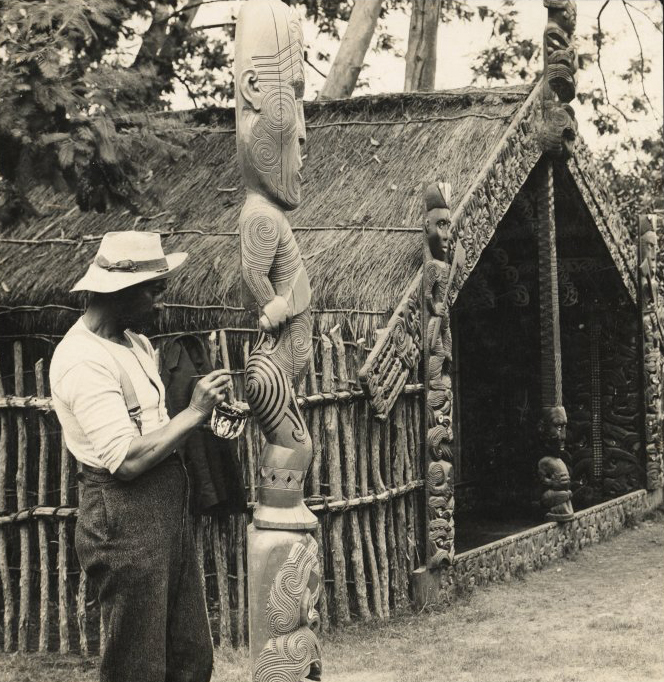
Un uomo maori scolpisce un tiki in legno e pietra

Con il termine tiki si riferisce a un complesso artistico e spirituale di origine polinesiana. Tiki indicava, in origine, il nome di una figura mitologica maori, considerato come il primo uomo sulla Terra, ma è passato ad indicare poi, per estensione, le caratteristiche statue, generalmente incise in legno, raffiguranti figure mitologiche e divinità tradizionali polinesiane, spesso poste all'ingresso di luoghi sacri.

## Descrizione
Di origine delle isole Marchesi, dove se ne rinvengono esemplari del XIII secolo, questa forma artistica e spirituale venne diffusa in tutta l'Oceania attraverso la personificazione nelle forme di statue in roccia lavica, legno e ossa anche umane. Queste raffigurazioni sono presenti in diverse forme, considerate patrimonio dell'arte oceanica, come gioielli e tatuaggi dai significati tuttora mistici. Alcune di queste rappresentazioni sono facce con grandi occhi rotondi incise e dipinte su pietre, alcune anche rappresentative degli dei Maori.
Il termine tiki è traducibile semplicemente come "effigie" e si riferisce proprio all'"immagine di qualcosa", spesso all'impersonificazione dei grandi intagli e ai manufatti in pietra di origine vulcanica, che ritraggono forme umanoidi tipiche. Secondo le leggende polinesiane in ogni tiki si trova uno spirito. Gli intagli spesso servono a marcare i confini di luoghi sacri o significativi. I tiki erano anche statuette di falli che le donne appendevano al collo come scongiuro contro la sterilità.
Nel corso dei secoli questa antica cultura è stata dispersa e influenzata dalla colonizzazione dei primi esploratori e dal tentativo di conversione degli abitanti autoctoni da parte dei missionari provenienti dal nuovo mondo, avvolgendo nel misticismo le antiche tradizioni e le raffigurazioni spirituali.
Queste culture sono conosciute grazie all'interesse dei primi grandi esploratori che, spinti dalla vocazione all'esplorazione e alla conoscenza, descrissero minuziosamente queste primitive culture, ma anche all'ispirazione di numerosi artisti e scrittori del vecchio mondo, i quali, affascinati dagli ambienti paradisiaci e oceanici, dalla vita umana in simbiosi con la naturalità delle isole oceaniche, hanno riprodotto e descritto la "cultura Tiki" nelle loro opere.
Ma la spiritualità del tiki riemerge dopo circa 2500 anni nella cultura americana, con la nascita della miscelazione esotica di Don the Beachcomber. In particolare, l'utilizzo delle Tiki mug, dopo gli anni 1950 aveva lo scopo di intrattenere e stupire la clientela dei locali esotici attraverso la rievocazione dell'antico misticismo polinesiano.
Tutto questo ha contribuito a riattivare una grande attenzione e ricerca anche per le antiche popolazioni del tiki.
Nomi ed epiteti dei tiki nelle religioni Maori:
- Tiki-tohua, il progenitore degli uccelli;
- Tiki-kapakapa, il progenitore di pesce e di un uccello;
- Tiki-auaha, il progenitore del genere umano;
- Tiki-whakaeaea, il progenitore del Kumara.

Le Hawaii come simbolo della loro religione usano i tiki ma l'influenza degli americani negli anni 1950 ha introdotto il tiki sconvolgendo l'antica cultura autoctona.